# Meili Faille
 (janvier 2014).
Si vous disposez d'ouvrages ou d'articles de référence ou si vous connaissez des sites web de qualité traitant du thème abordé ici, merci de compléter l'article en donnant les références utiles à sa vérifiabilité et en les liant à la section « Notes et références ».
Pour les articles homonymes, voir Faille (homonymie).
Meili Faille, née le 18 juin 1972 à Montréal, est une femme politique québécoise. 

## Biographie
Meili Faille devient députée la circonscription québécoise de Vaudreuil-Soulanges à la Chambre des communes du Canada sous la bannière du Bloc québécois aux élections de 2004, battant le député libéral sortant Nick Discepola, dans la foulée du Scandale des commandites. 
Durant la 38e législature du Canada, elle a été vice-présidente du Comité permanent de la citoyenneté et de l'immigration en 2004 et 2005. Elle est réélue aux élections de 2006 et de 2008.
Elle participe à plusieurs projets dans sa région (Amnistie Internationale et autres). Elle est une des signataires du Manifeste pour un Québec solidaire. Elle est défaite par le néo-démocrate Jamie Nicholls lors des élections de 2011.